# Poompat Iam-samang
Poompat Iam-samang (tiếng Thái: ภูมิพัฒน์ เอี่ยมสำอาง; sinh ngày 4 tháng 12 năm 1994), còn gọi là Up Poompat (อัพ ภูมิพัฒน์), là diễn viên, người mẫu Thái. Anh còn được biết đến với vai Gene itrong Lovely Writer The Series.

## Tiểu sử
Poompat Iam-Samang sinh sinh ngày 4 tháng 12 năm 1994 tại Băng Cốc, Thái Lan. Anh học quản lý giao tiếp tại Khoa nghệ thuật giao tiếp thuộc Đại học Chulalongkorn. Sau khi tốt nghiệp, anh đến Anh lấy bằng thạc sĩ về quan hệ và ngoại giao quốc tế. Hiện tại, anh đang học bằng tiến sĩ ngành Khoa học chính trị tại đại học Chulalongkorn.

## Sự nghiệp
Vào năm 2015, Up ra mắt khán giả với tư cách diễn viên chính trong trong bộ phim Thái, Gifted. Với ngoại hình giống người Hàn Quốc, anh đã nhận được nhiều lời đề nghị cho nhiều nhãn hàng mỹ phẩm nổi tiếng. Vào năm 2016, anh tham gia chương trình truyền hình thực tế Hàn Quốc Babel 250 với tư cách thành viên cố định.
Vào năm 2018, Poompat đóng phim truyền hình thể thao điện tử, GGEZ  vai Sabi và cùng năm đó anh vào vai khách mời trong bộ phim truyền hình nổi tiếng, Girl From Nowhere.
Vào năm 2021, Poompat bắt đầu đóng BL chuyển thể từ tác phẩm, Lovely Writer: The Series trong vai chính Gene. bộ phim được phát sóng trên Channel 3 và sau đó chiếu tại YouTube.

## Công việc khác
Poompat còn có kênh YouTube gọi là uppoompat, nơi anh đăng tải những nội dung liên quan đến hoạt động quản cáo cùng với vlog và kết hợp với nhiều nghệ sĩ khác.
Bên cạnh hoạt động nghệ thuật, Poompat còn đồng sở hữu công ty quản lý nghệ sĩ gọi là JustUp Co. Ltd., đăng ký vào tháng 1 năm 2021.

## Điện ảnh

### Truyền hình
| Năm  | Tiêu đề                   | Vai trò | Ghi chú   | Ref.  |
| ---- | ------------------------- | ------- | --------- | ----- |
| 2018 | GGEZ                      | Sabi    | Vai phụ   | [ 7 ] |
| 2018 | Girl from Nowhere         | Hok     | Khách mời | [ 2 ] |
| 2021 | Lovely Writer: The Series | Gene    | Vai chính | [ 1 ] |
| 2021 | Me Always You: The Series | Khanan  | Vai phụ   |       |
| 2024 | My Stand-In               | Ming    | Vai chính |       |

### Video ca nhạc
| Năm  | Bài hát                                  | Ca sĩ      | Ref.   |
| ---- | ---------------------------------------- | ---------- | ------ |
| 2013 | อยากกลับไปเป็นเพื่อนเธอ (Unfriended Request) | Thank You  | [ 13 ] |
| 2017 | อยู่นี่ไง                                    | Atom ชนกันต์ | [ 14 ] |
| 2017 | Love Is Now รักอยู่ตรงหน้า                   | The Toys   | [ 15 ] |
| 2022 | เธอคือของขวัญที่ดีที่สุด                         | ETC        |        |

### Truyền hình thực tế
| Năm  | Tiêu đề   | Vai trò   | Ghi chú            | Ref.  |
| ---- | --------- | --------- | ------------------ | ----- |
| 2016 | Babel 250 | Chính anh | Thành viên cố định | [ 6 ] |

## Giải thưởng và đề cử
| Năm  | Giải thưởng          | Thể loại                                                         | Đề cử | Kết quả   | Tham khảo |
| ---- | -------------------- | ---------------------------------------------------------------- | ----- | --------- | --------- |
| 2022 | Zoomdara Awards 2021 | Bộ đôi được yêu thích nhất (cùng với Noppakao Dechaphatthanakun) | —     | Đoạt giải | [ 16 ]    |